# Riserva naturale del Corno Grande di Pietracamela
La Riserva naturale del Corno Grande di Pietracamela è una riserva naturale, compresa all'interno del parco nazionale del Gran Sasso e Monti della Laga, posta sul versante settentrionale del Corno Grande (Conca del Calderone e Vallone delle Cornacchie, a sud del Corno Piccolo, a monte di Prati di Tivo), nel territorio del comune di Pietracamela (provincia di Teramo - Abruzzo).

## Descrizione

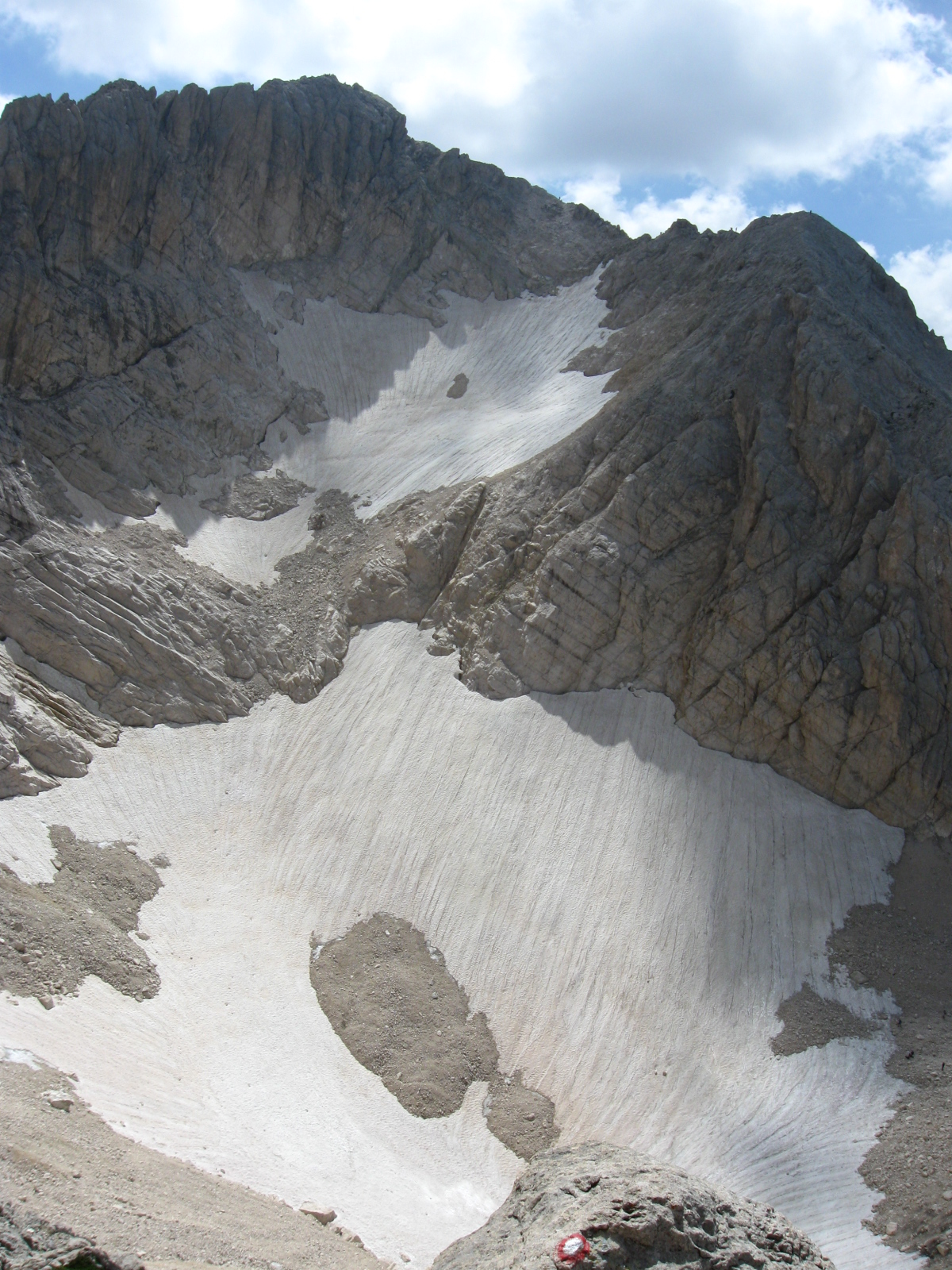
Ghiacciaio del Calderone nel 2013

Il territorio della riserva comprende dunque la parte settentrionale della cima maggiore del Gran Sasso (vetta occidentale, vetta centrale, vetta orientale e torrione cambi) con le sue pareti di roccia calcarea, il ghiacciaio del Calderone e il glacionevato del Rifugio Franchetti, sotto la Sella dei due Corni.

## Ambiente

### Flora
L'alta quota e la geomorfologia rocciosa e ghiaiosa dell'intera area rende impossibile la presenza di vegetazione arborea, ma solamente la presenza a tratti di licheni e stelle alpine appenniniche.

### Fauna
L'asprezza del luogo rende possibile quasi esclusivamente la presenza di avifauna tipica di tutto il massiccio:
- Aquila reale
- Gracchio corallino

### Galleria d'immagini

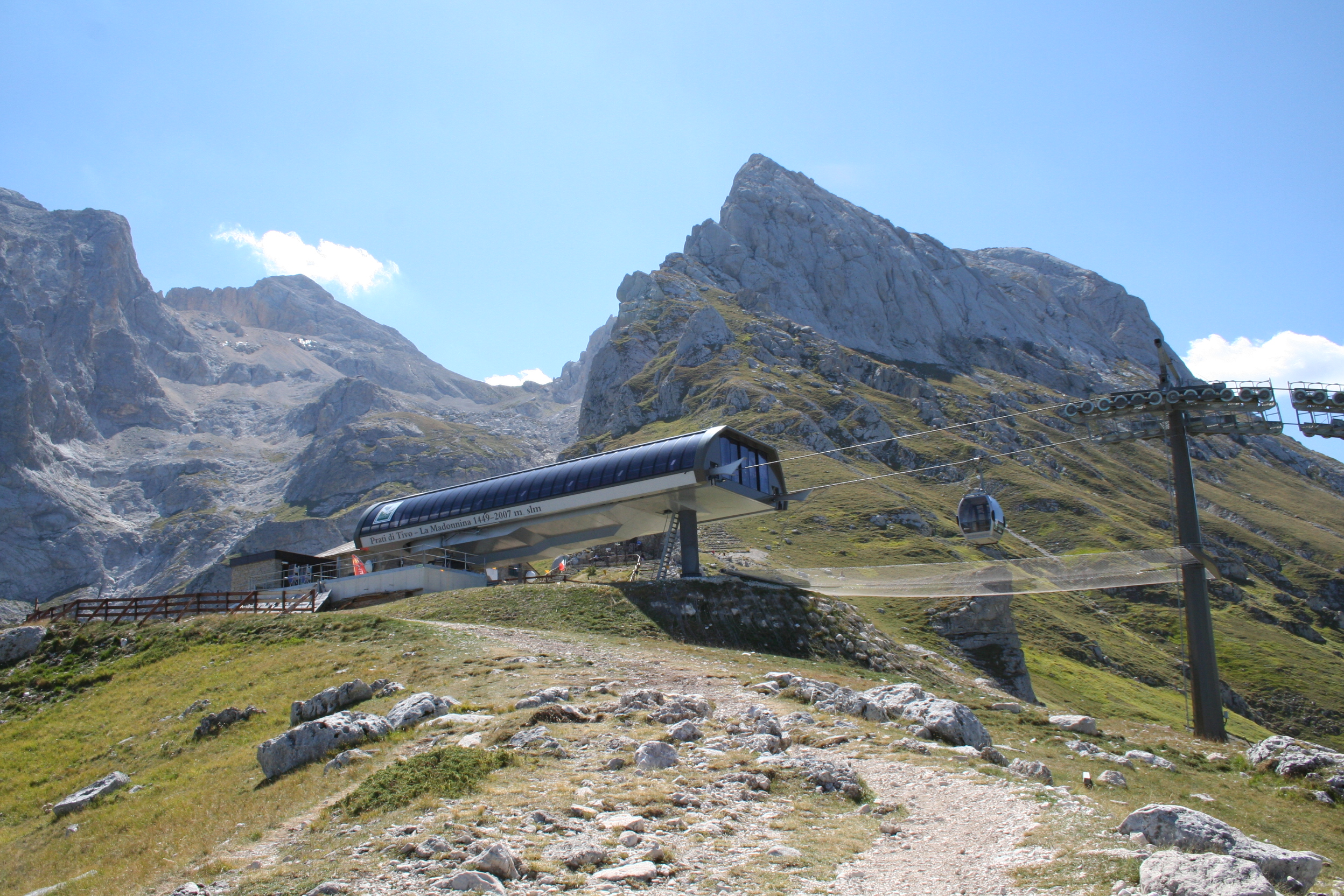
Arrivo cabinovia Prati di Tivo
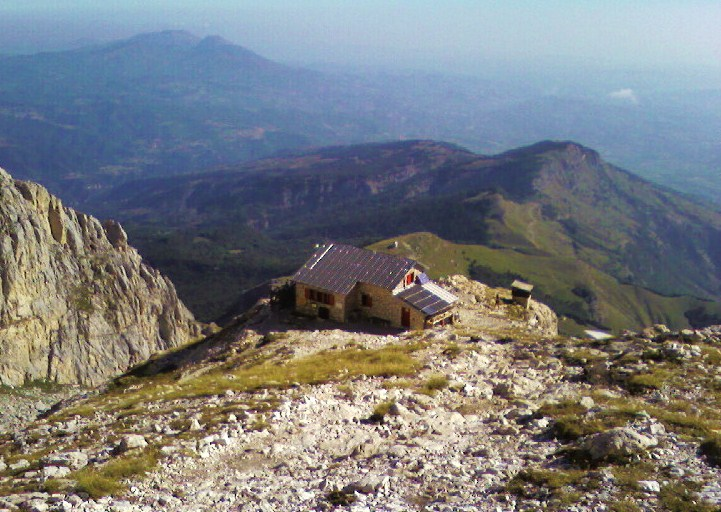
Rifugio Carlo Franchetti
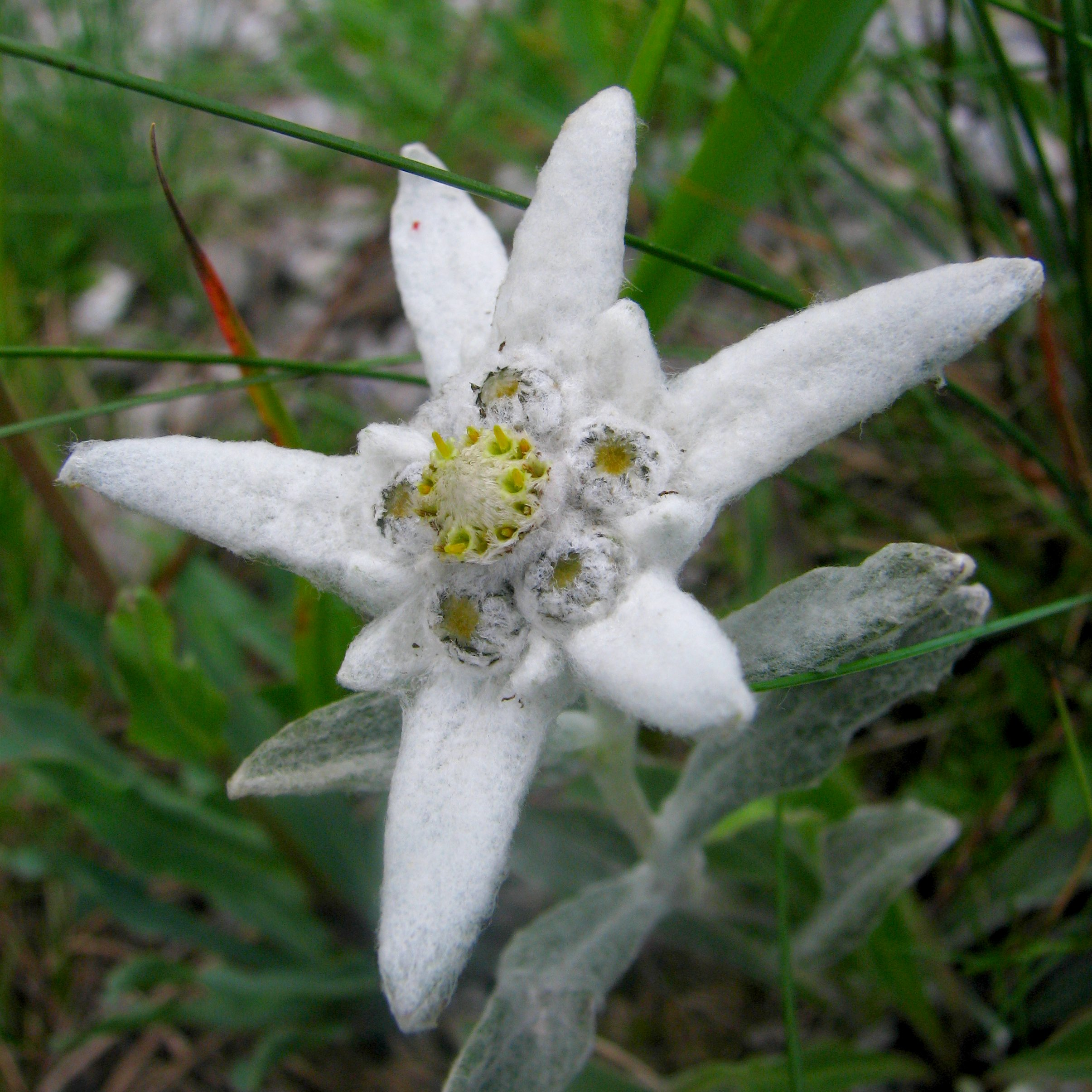
Stella alpina appenninica
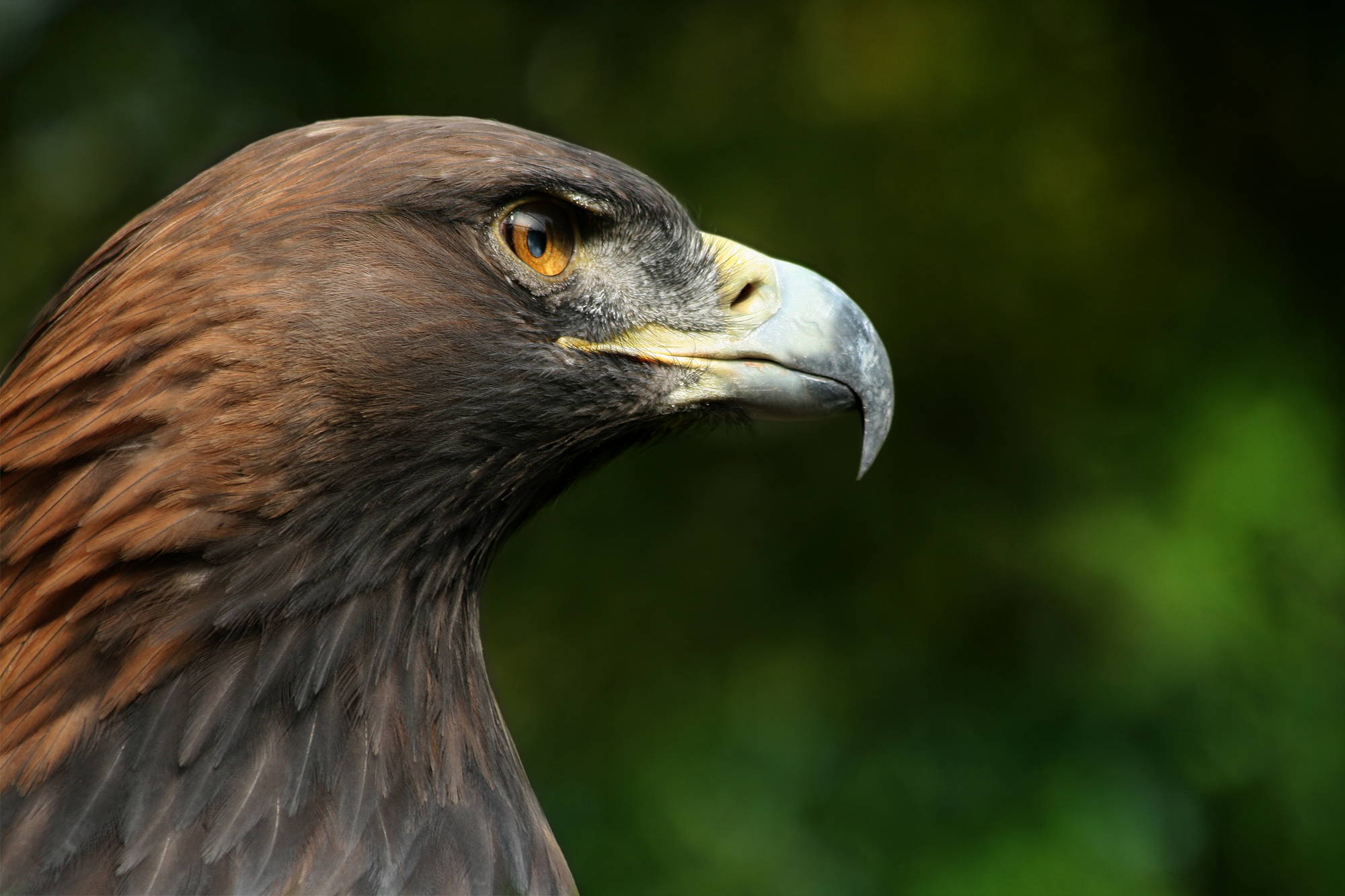
Aquila reale
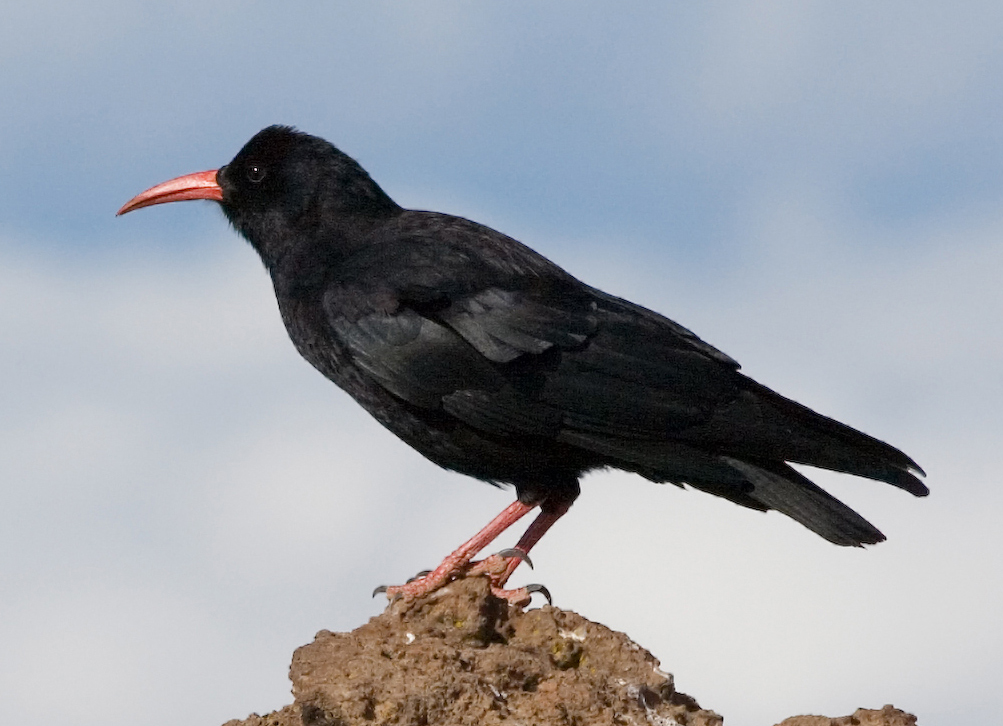
Gracchio corallino